# Rotwangen-Gleithörnchen
Das Rotwangen-Gleithörnchen (Hylopetes spadiceus) ist ein Gleithörnchen aus der Gattung der Pfeilschwanz-Gleithörnchen (Hylopetes). Die Art kommt über ein großes Gebiet Südostasiens von Myanmar bis zu mehreren Inseln im malaiischen Archipel vor.

## Merkmale
Das Rotwangen-Gleithörnchen erreicht eine Kopf-Rumpf-Länge von etwa 14 bis 15 Zentimetern, eine Schwanzlänge von etwa 11 bis 13 Zentimetern und ein Gewicht von etwa 70 bis 80 Gramm. Die Rückenfärbung und die Kopfoberseite sind orange-braun bis braun, die Kehle ist weiß und die Bauchseite creme-weiß. Die Wangen sind rötlich-orange, die Oberseite der Flugmembran und auch der Schwanz sind dunkelbraun bis braun-schwarz. Im Aussehen ähnelt die Art sehr stark dem Grauwangen-Gleithörnchen (Hylopetes lepidus) und dem Jentink-Gleithörnchen (Hylopetes platyurus). Die Rückenfärbung des Grauwangen-Gleithörnchens ist weitestgehend grau, bei den beiden anderen Arten eher braun bis rötlich-braun. Die Wangen und die Schwanzbasis sind hell und bei dieser Art deutlich stärker rot gefärbt als beim Grauwangen-Gleithörnchen.
Wie alle Gleithörnchen hat es eine behaarte Gleithaut, die Hand- und Fußgelenke miteinander verbindet und durch eine Hautfalte zwischen den Hinterbeinen und dem Schwanzansatz vergrößert wird. Die Gleithaut ist muskulös und am Rand verstärkt, sie kann entsprechend angespannt und erschlafft werden, um die Richtung des Gleitflugs zu kontrollieren.

## Verbreitung

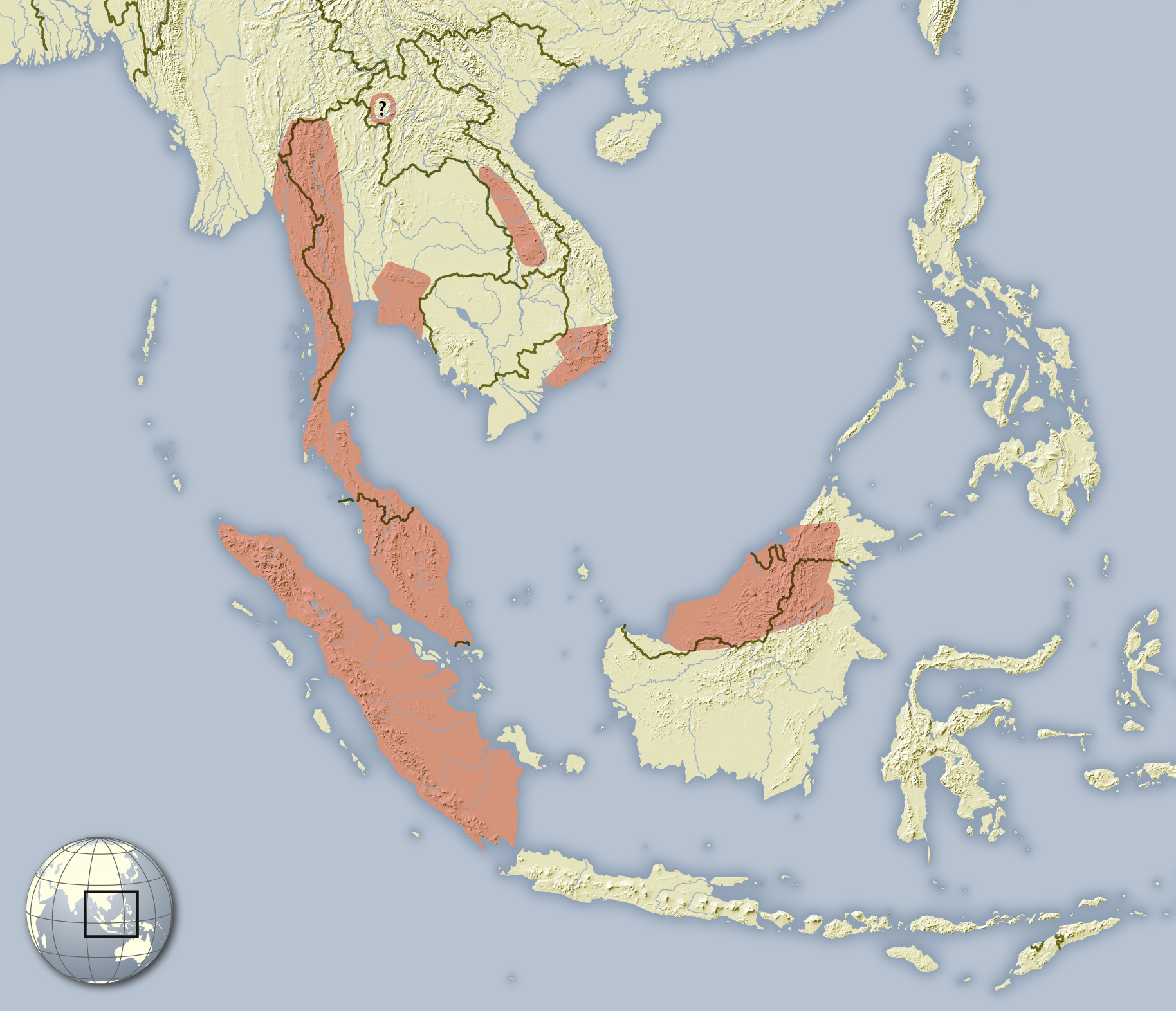
Verbreitungsgebiete des Rotwangen-Gleithörnchens

Das Verbreitungsgebiet des Rotwangen-Gleithörnchens reicht über ein großes Gebiet Südostasiens. Auf dem Festland kommt es von Myanmar bis zur malaiischen Halbinsel sowie in Teilen von Laos, Südvietnam und Thailand vor. Darüber hinaus ist es auf den indonesischen Inseln Sumatra, Bangka, Kundur und Bunguran sowie auf Borneo heimisch, wo es sowohl im malaiischen wie im indonesischen Teil und in Brunei vorkommt.

## Lebensweise
Über die Lebensweise des Gleithörnchens liegen nur wenige Daten vor. Der Lebensraum liegt im Flachland im tropischen bis subtropischen Primär- und Sekundärwald bis maximal 1500 Meter Meereshöhe. Wie andere Arten ist es baumlebend und nachtaktiv. Gegenüber Lebensraumveränderungen und vor allem selektiver Holzentnahme ist es vergleichsweise unempfindlich.

## Systematik
Das Rotwangen-Gleithörnchen wird als eigenständige Art innerhalb der Gattung der Pfeilschwanz-Gleithörnchen (Hylopetes) eingeordnet, die insgesamt neun Arten enthält. Die wissenschaftliche Erstbeschreibung stammt von Edward Blyth aus dem Jahr 1847 anhand eines Individuums aus dem ehemaligen Königreich Arakan im heutigen Myanmar. In der Vergangenheit kam es in der Literatur  häufig zu einer inkonsistenten Trennung gegenüber dem Rotwangen-Flughörnchen, dem Jentink-Gleithörnchen (Hylopetes platyurus) und dem Grauwangen-Gleithörnchen (Hylopetes lepidus).
Innerhalb der Art werden je nach Quelle unterschiedliche Unterarten unterschieden. Thorington et al. 2012 unterscheidet dabei drei Unterarten:
- Hylopetes spadiceus spadiceus von der malaiischen Halbinsel
- Hylopetes spadiceus everetti von der Insel Borneo
- Hylopetes spadiceus sumatrae von der Insel Sumatra

Die ebenfalls von Thorington aufgestellte Systematik nach Wilson & Reeder 2005 unterscheidet neben der Nominatform Hylopetes s. spadiceus als zweite Unterart Hylopetes s. caroli.

## Bestand, Gefährdung und Schutz
Das Rotwangen-Gleithörnchen wird aufgrund des großen Verbreitungsgebietes von der International Union for Conservation of Nature and Natural Resources (IUCN) als nicht gefährdet („least concern“) gelistet. Es kommt zudem in mehreren Naturschutzgebieten vor und ist vergleichsweise unempfindlich gegenüber Lebensraumveränderungen. Ein Bestandsrückgang ist nicht bekannt, als potenzielle Gefährdungsursachen gelten die Entwaldung und Umwandlung von Waldgebieten in landwirtschaftliche Flächen.

## Belege
1. 1 2 3 4 5 6  Richard W. Thorington Jr., John L. Koprowski, Michael A. Steele: Squirrels of the World. Johns Hopkins University Press, Baltimore MD 2012; S. 103–105. ISBN 978-1-4214-0469-1
2. ↑  Richard W. Thorington Jr., John L. Koprowski, Michael A. Steele: Squirrels of the World. Johns Hopkins University Press, Baltimore MD 2012; S. 100. ISBN 978-1-4214-0469-1
3. 1 2 3 4  Hylopetes spadiceus in der Roten Liste gefährdeter Arten der IUCN 2014.2. Eingestellt von: J.W. Duckworth, S. Hedges, 2008. Abgerufen am 8. August 2014.
4. 1 2 3  Don E. Wilson & DeeAnn M. Reeder (Hrsg.): Hylopetes spadiceus in Mammal Species of the World. A Taxonomic and Geographic Reference (3rd ed).